# Ramona (telenovela)
Ramona é uma telenovela mexicana produzida pela Televisa e exibida entre 3 de abril e 14 de julho de 2000, substituindo Tres mujeres e sendo substituída por El precio de tu amor. 
É uma adaptação do romance homônimo de 1984, escrito por Helen Hunt Jackson. 
Foi protagonizada por Kate del Castillo e Eduardo Palomo e antagonizada por Helena Rojo, René Strickler e Sergio Sendel.

## Sinopse
Essa história épica-ocidental, se desenvolve na Califórnia em 1847 na guerra entre o México e os Estados Unidos, a Califórnia, tornou-se parte da União Europeia. Mas, vinte anos mais tarde, ainda havia intensas batalhas entre os povos da região e os novos colonos imigrantes. Mexicanos, americanos e os índios Yahi brigam pela posse das terras. 
A história da família Moreno Gonzaga, que tal como muitos outros mexicanos, optaram por permanecer na Califórnia e de lutar pela terra onde nasceram. Aderiram contra os Estados Unidos, junto com os demais mexicanos que estavam ali estavam na luta pela sua terra. 
Nesta trágica história incoerente, Ramona enfrentará rejeição da sua própria família e da tribo do homem que ama, Alejandro, levando a uma história de amor estrujante e impossível por conta dos preconceitos da época, condições piores, selvageria e ganância. 
Importante é a presença de Dona Ramona a mãe da heroina, que representa a autoridade repressiva e preconceituosa da época, enquanto o seu filho, Felipe Moreno, é o fruto de uma grande história de amor fraterno, que passa através do labirinto de incesto.
Com tantas impossibilidades e situações complicadas em tempos de leis e regras rigidas, Ramona enfrenta tudo e todos por seu amor, em um história com muita fidelidade à exarcerbação romântica do século passado.

## Elenco
- Kate del Castillo .... Ramona Moreno
- Eduardo Palomo .... Alejandro de Asís
- Helena Rojo .... Doña Ramona Gonzaga de Moreno
- René Strickler .... Felipe Moreno
- Sergio Sendel .... Jack Green
- Antonio Medellín .... Don Pablo de Asís
- Rafael Inclán .... Juan Canito
- Angelina Peláez .... Martha Canito
- Vanessa Bauche .... Margarita
- René Casados .... Angus O'Faill
- Felipe Nájera .... Fernando Coronado
- Gabriela Murray .... Analupe Coronado
- Ricardo Blume .... Ruy Coronado
- Nicky Mondellini .... Beatriz de Echagüe
- Chela Castro .... Perpetua de Echagüe
- Luis Couturier .... César de Echague
- Juan Ríos Cantú .... El Norteño
- Álvaro Carcaño .... Padre Salvatierra
- Kristoff .... Davis
- Raúl Ochoa .... Merryl
- Ramón Menéndez .... Doctor Thomas
- Isela Vega .... Matea
- Roberto Guzmán .... Nepo
- Andrés García Jr. .... Billy Dubois
- Francisco Avendaño
- Luis Bayardo .... Padre Sarria
- Paty Díaz .... Carmen
- Oscar Traven
- Montserrat Olivier .... Doris
- Eugenio Cobo .... General Alonso Moreno
- Jorge Capin .... Pepe
- Tony Dalton .... Tom
- Antonio Escobar .... Antonio
- Francisco Casasola .... Lobo Solitario
- Martín Rojas .... Sebastián Lorenzo
- Andreas Pearce .... Prescott
- Christian Tapán .... Colorado
- Jorge Zamora .... Negro Memphis
- Ernesto Bog .... Marcos
- José Luis Avendaño .... Lucio
- Alicia del Lago .... Sofía
- Marcela Morett .... Yahale
- Hilda Nájera .... Polita
- Maja Schnellman .... Betty
- Daniel Gauvry
- Shaula Vega .... Manuela

## Exibição

### Em Portugal
Foi exibida em Portugal pela RTP1 entre 19 de fevereiro a 18 de maio de 2001 substituindo Rosalinda e sendo substituída por O Privilégio De Amar.

## Audiência
Obteve uma média geral de 17 pontos.

## Versões
Ramona esta basada na telenovela com o mesmo nome escrita por Helen Hunt Jackson. Esta historia foi editada para o cinema várias vezes, uma  delas com a atriz mexicana Dolores del Río.
- Ramona, filme dirigido por D. W. Griffith em 1910.
- Ramona, filme dirigido por Donald Crisp em 1916.
- Ramona, filme dirigido por Edwin Carewe em 1928.
- Ramona, filme dirigido por Henry King em 1936.

## Ligações Externas
- Ramona. no IMDb.
- Telenovela Ramona em Alma Latina